# Clynelish
 (décembre 2016).
Améliorez-le ou discutez des points à vérifier. 

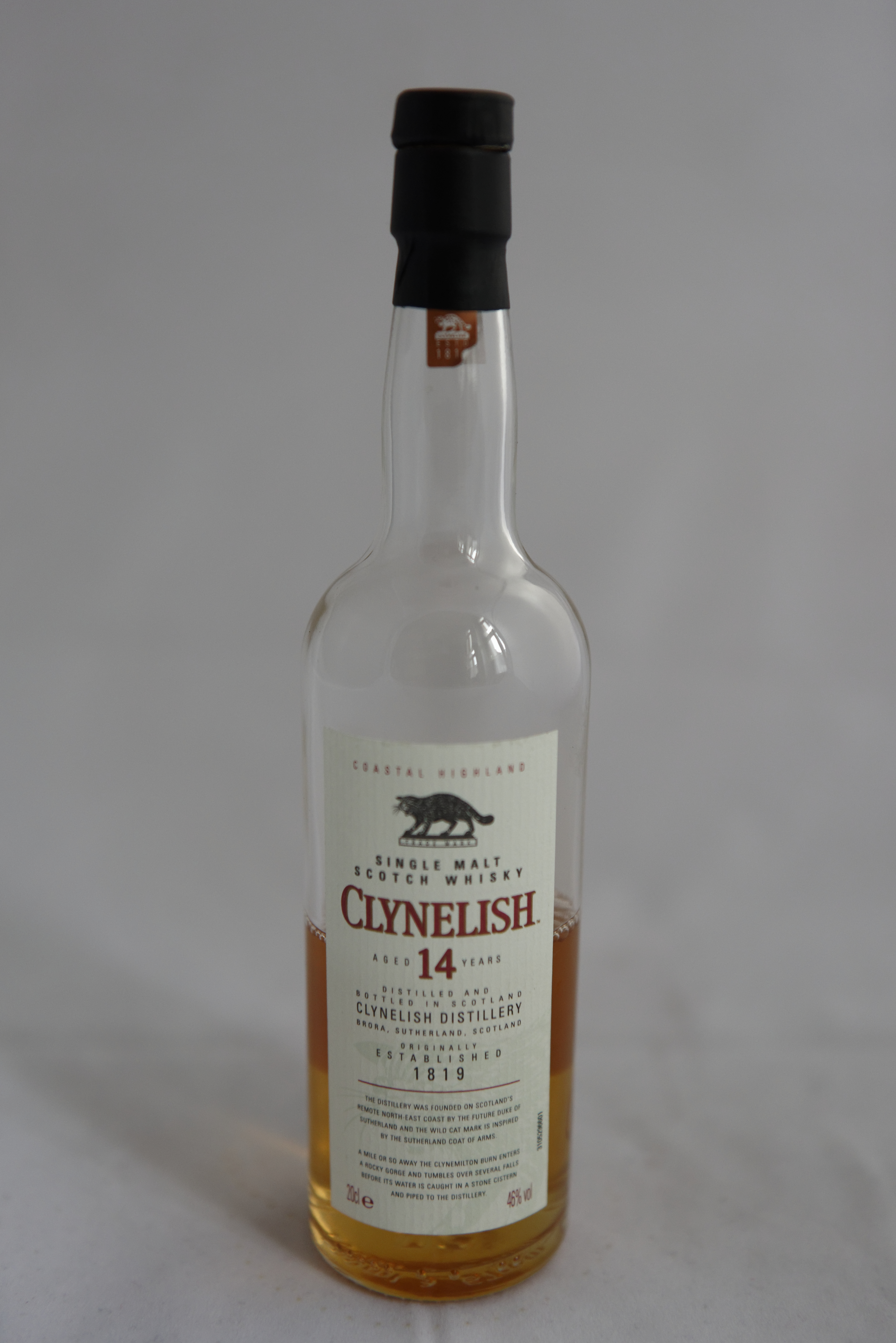
Clynelish Single Malt Scotch Whisky 14 Years

Clynelish est une distillerie de whisky située dans le village de Brora.
La distillerie d'origine a été construite en 1819. En 1967 une distillerie moderne a été construite en face de l'ancienne, la nouvelle reprenant le nom de Clynelish, alors que l'ancienne fut rebaptisée Brora.
La nouvelle distillerie produisit des whiskies de caractère similaire à l'ancienne, alors que l'ancienne produisit des whiskies plus tourbés et puissants, justifiant le changement de nom. Brora ferma en 1983, ses chais restant utilisés.
Clynelish fait partie de la gamme des Hidden malts du groupe Diageo.
Clynelish est présent sous forme de single malts, avec des bouteilles officielles (14 ans, Oloroso seco, Distillers Edition) et avec des bouteilles en provenance d'indépendants.  Ils se démarquent par leurs caractères cireux, par leur goût doux avec un soupçon de cassonade et un nez aux notes légèrement florales.
Clynelish entre par ailleurs dans la composition des différents blends élaborés par Johnnie Walker